# Aéroport de Châteauroux-Centre
Pour les articles homonymes, voir CHR.
L'aéroport de Châteauroux-Centre (code IATA : CHR • code OACI : LFLX), précédemment appelé « Châteauroux-Déols Marcel-Dassault », est l'aéroport de la commune française de Déols.
C'est un aéroport industriel, il est consacré principalement au fret aérien, à la maintenance aéronautique, à l’entraînement des pilotes ainsi qu'à la formation des pompiers d'aéroports.

## Situation
L'aéroport est situé sur les communes françaises de Déols et Coings, à proximité de Châteauroux, dans le département de l'Indre, en région Centre-Val de Loire.
Il est construit sur un plateau complètement plat de la région naturelle de la Champagne berrichonne, à une altitude de 161 mètres.

## Histoire
L'histoire de l'aéroport de Châteauroux a toujours été intimement liée à celle de l'aviation et de l'industrie aéronautique. En 1936, Marcel Bloch crée une première usine de construction aéronautique qui sera reprise par la SNCASO quelques mois plus tard en application des lois de nationalisation. C'est dans cette usine que seront produits les chasseurs Bloch MB.152.
En 1951, l'US Air Force choisit Châteauroux en accord avec le gouvernement français, pour installer sa plus importante base aérienne en raison de sa climatologie favorable et de sa position centrale européenne. L'aéroport devient alors CHAD (Châteauroux Air Depot), CHAS (Châteauroux Air Station). La base aérienne de Châteauroux-Déols accueillera jusqu'à huit mille Américains durant cette période.
En 1967, la plate-forme aéroportuaire est rétrocédée à la France. La chambre de commerce et d'industrie et les collectivités locales remettent en état les infrastructures et lancent l'activité commerciale en 1974.
À la fin des années 1980, Corsair International assurait des liaisons vers Paris, celle-ci disposant d'un Beechcraft 200. Air Limousin proposait des liaisons vers Limoges et Marseille les mêmes années.
Le 25 janvier 1994, l'aéroport de Châteauroux-Déols est baptisé « aéroport Marcel-Dassault ».
En 1995, l'aéroport est pris en gestion par le conseil général de l'Indre, qui crée un syndicat mixte à cet effet, associant la communauté d'agglomération castelroussine, la chambre de commerce et d'industrie de l'Indre et la commune de Coings. La piste de 2 500 m est portée à 3 500 m.
En mars 2007, l'État transfère la propriété et la gestion de l'aéroport au conseil régional du Centre-Val de Loire, qui entend développer ses activités industrielles, dans le domaine du fret aérien, en complément d'ADP, et de celui de la maintenance aéronautique. Michel Sapin est élu président de l'aéroport et Mark Bottemine est élu directeur général.
En août 2007, EDF affrète l'Antonov An-225 d'Antonov Airlines à la suite du passage de l'ouragan Dean sur la Martinique pour transporter 160 tonnes de fret réparties entre cinquante groupes électrogènes et plusieurs véhicules d'intervention. France Télécom, devenu par la suite Orange, avait également affrété un Antonov An-124 de Volga-Dnepr Airlines. Là aussi, 80 tonnes de camions nacelles, de batteries et d'autres matériels avaient été envoyées vers Fort-de-France, en Martinique.
En mars 2011, Air Partner avait affrété l'An-225 d'Antonov Airlines pour acheminer du matériel de secours aux victimes du tremblement de terre et du tsunami qui ont ébranlé le Japon. Dans sa soute géante, il emportait des biens devenus indispensables tels que de l’eau potable en grande quantité, des masques et des tenues de protection anti-radioactivité ainsi que des médicaments. À son bord également, du matériel spécialisé destiné aux équipes de secours (dosimètres, radiomètres, contaminomètres), des pompes, des compresseurs, des groupes électrogènes.
En septembre 2017,, à la suite du passage de l'ouragan Irma dans les Îles de Saint-Martin et Saint-Barthélemy, des groupes électrogènes d'Enedis provenant des bases logistiques d'Orléans et Bordeaux ainsi que des motopompes ont été affrétés par EDF pour être envoyés à Pointe-à-Pitre, en Guadeloupe. Un An-124 d'Antonov Airlines et un de Volga-Dnepr Airlines ont été affrétés ainsi qu'un Iliouchine Il-76 de Ruby Star.
L'aéroport a également connu une activité de vols réguliers, avec le lancement en 2011 d'une liaison estivale vers Ajaccio chaque samedi. Le succès est immédiat, avec un taux de remplissage moyen d'environ 80 % par année. Elle fut exploitée à ses débuts par Air Méditerranée puis par HOP!, qui l’arrête début 2020 pour des raisons opérationnelles et techniques. 
En 2015, la compagnie polonaise IG-Avion ouvre une base à Châteauroux et inaugure une liaison estivale vers Nice a raison de deux rotations par semaine. Le succès est au rendez-vous, avec un taux de remplissage moyen de 80 %.  
L'année suivante, en 2016, la ligne vers Nice est renforcée avec trois rotations par semaine à la suite du succès de l'année précédente. Cette même année, la compagnie met en place une nouvelle liaison cette fois-ci régulière Châteauroux-Lyon via Angers, à raison de trois rotations par semaine. Mais la liaison sera vite fermée, le taux de remplissage étant trop insuffisant (15 % en moyenne).  
En 2018, IG-Avion offre de nouveaux vols vers Biarritz, Londres, Lyon et Toulouse. Mais au mois de septembre de cette année, la compagnie annonce la fermeture de ces cinq nouvelles lignes, ainsi que celle de Nice qui était initialement maintenue pour 2019, car la compagnie souhaite se reconvertir dans l'activité de fret aérien. 
Par ailleurs, l'aéroport accueille chaque année plusieurs entraînements de voltige aérienne, (notamment l'AVA), et a accueilli les championnats du monde de cette discipline en 2015 et 2019 ainsi que les championnats d'Europe en 1977.

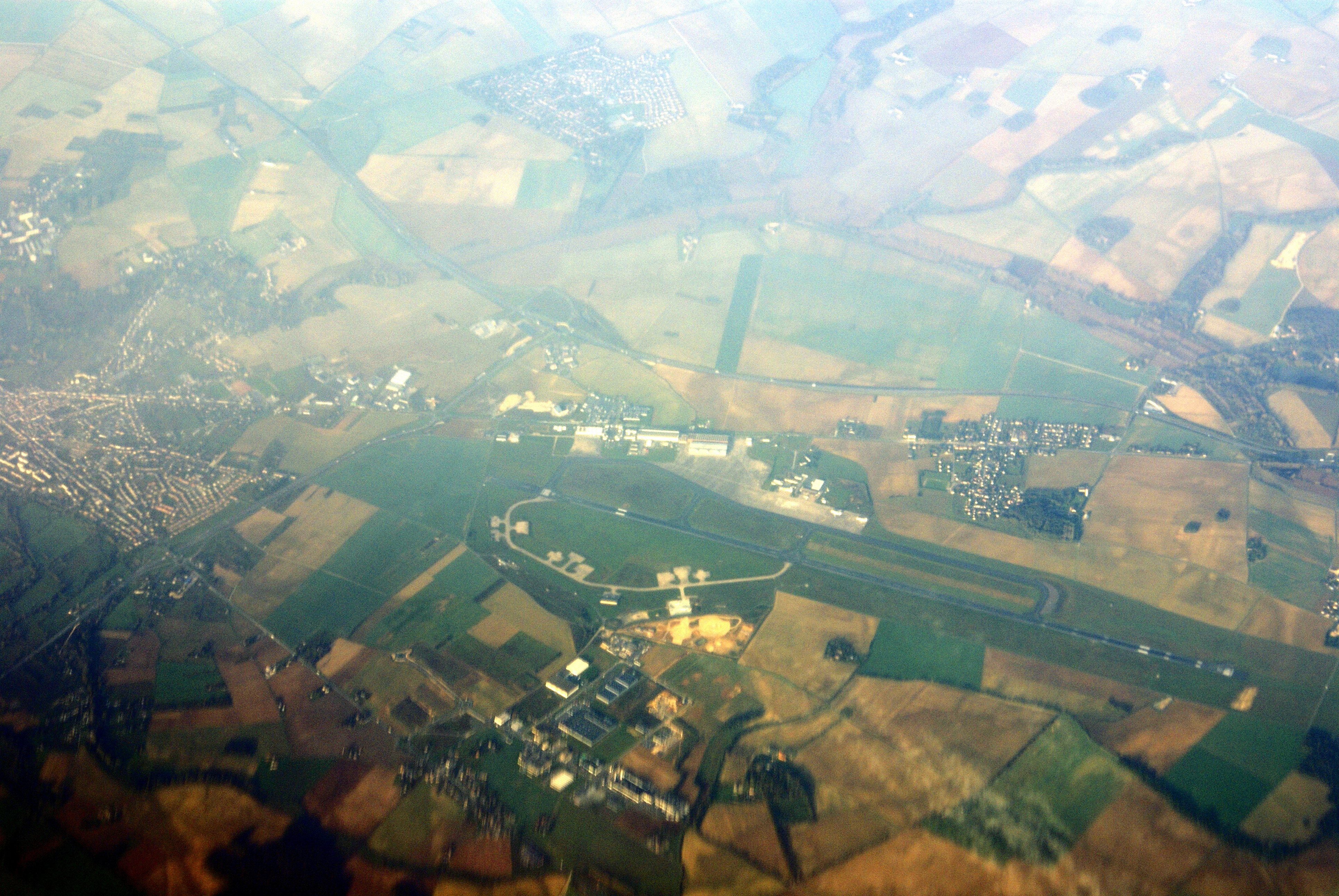
Vue aérienne de l'aéroport en 2005.
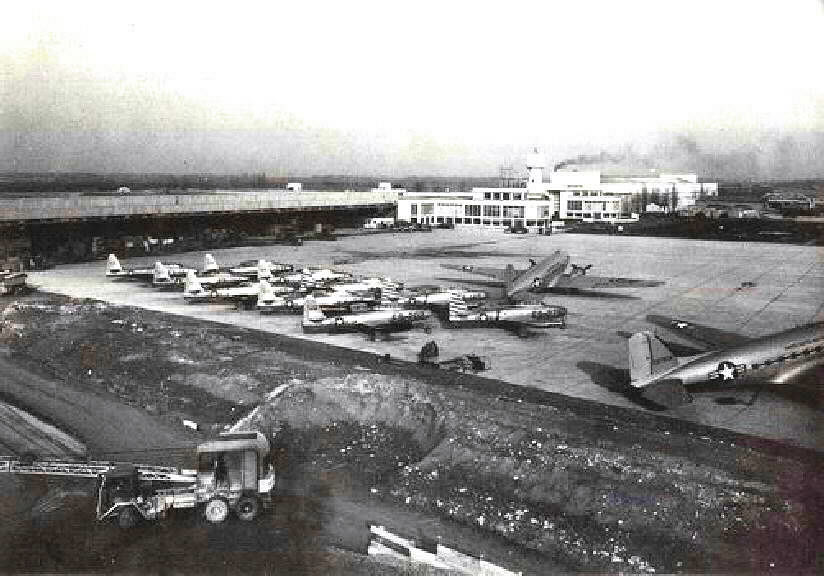
Châteauroux-Déols Air Dépôt.

## Activités
L’aéroport de Châteauroux est, grâce à sa piste d'une longueur de 3 500 m et à un trafic atypique permettant des temps de positionnement très courts, l'un des premiers sites européens d’entraînement des pilotes aux procédures de décollage et d’atterrissage. De nombreuses compagnies aériennes, les armées de l'air de plusieurs pays européens et les constructeurs comme Airbus, ATR et Dassault viennent en effet à Châteauroux et réalisent en moyenne huit à dix « posé-décollé » par heure avec tous types d'appareils jusqu'à l'Airbus A380 et le Boeing 747.
Parmi les compagnies aériennes venant régulièrement s'entraîner sur l'aéroport, on peut noter : Air Caraïbes, Air France, British Airways, EasyJet, French Bee, Hifly, KLM, Lufthansa, Transavia, Transavia France, TUIfly ainsi que Swiss International Air Lines.
Dans les années 1990 à 2000, Concorde venait régulièrement faire des entraînements pour les futurs pilotes et personnels navigants d'Air France et British Airways.
L’aéroport de Châteauroux a aussi consacré une partie de son activité au fret aérien. Sa vocation, essentiellement industrielle lui permet de traiter tous types d'avions (tels que l'Antonov An-225 Mriya) et de marchandises 24 heures sur 24, 7 jours sur 7. Il s'agit d'un aéroport de transit qui n'accorde pas de « slot » et s'appuie sur le transport routier et ferroviaire.
Depuis le 1er janvier 2000, l'aéroport de Châteauroux-Centre est agréé « Agent habilité, ». Il est un des rares aéroports français ayant fait cette démarche et obtenu l'agrément de la DGAC. Celui-ci lui permet de proposer aux chargeurs, transporteurs et transitaires un service « Sûreté du fret » contrôlé par le superviseur-sûreté de l'aéroport.
Depuis août 2020, l'aéroport de Châteauroux-Centre fait partie des 23 pélicandromes pour le ravitaillement des Bombardier Q400MR de la sécurité civile en cas de nécessité.

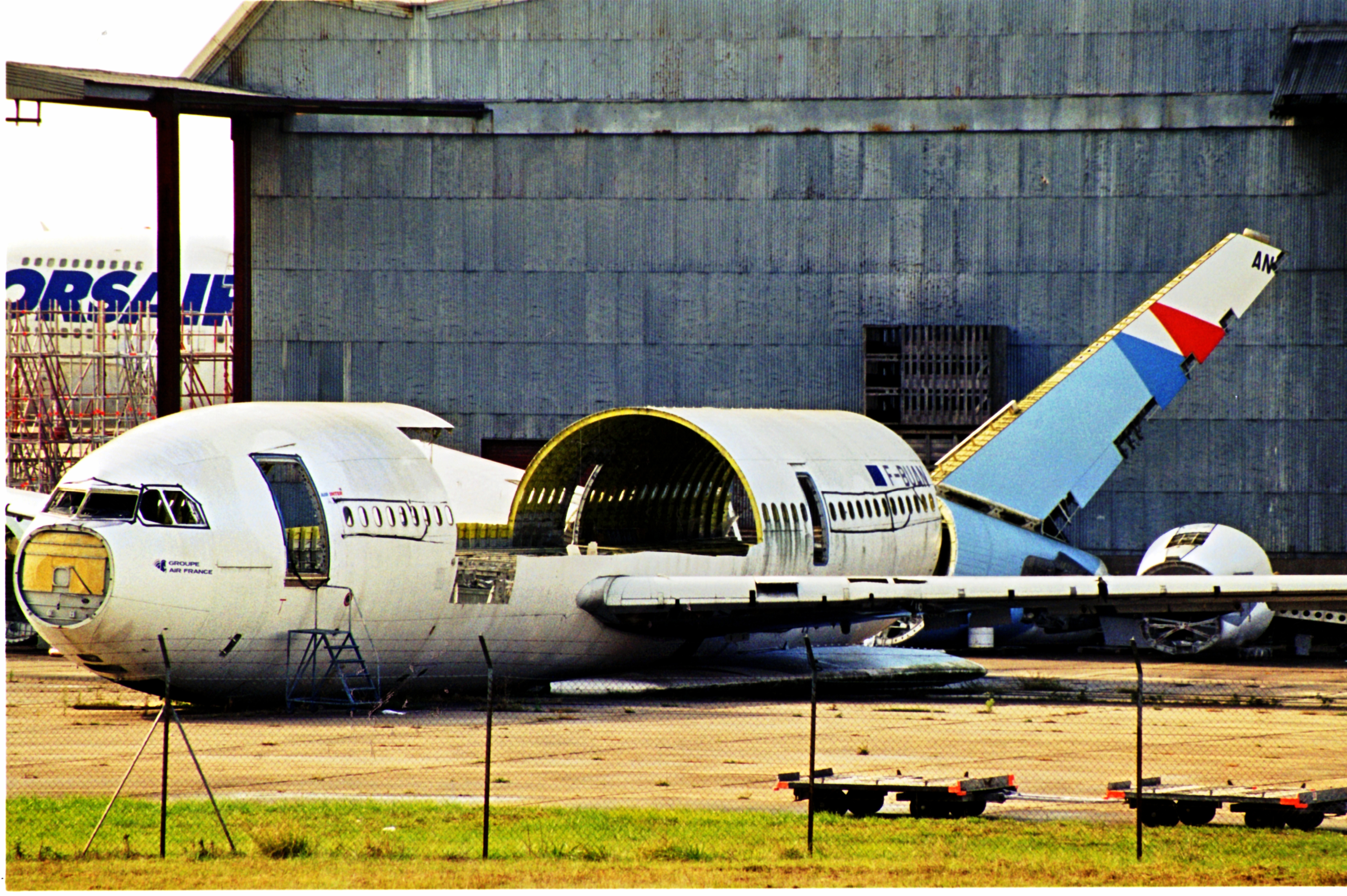
Un Airbus A300B2 d'Air Inter en cours de démantèlement en 2000.

## Compagnies et destinations

### Passagers
L'aéroport propose pour 2025 une vingtaine de vols « charters » du printemps jusqu'à l'automne, comme Malte, le Portugal, la Grèce, les Canaries, la Croatie et le Monténégro, la Sardaigne ainsi que la Jordanie.

### Cargo
Il n'y a pas de vols cargo réguliers sur l'aéroport de Châteauroux, actuellement, seuls des vols charters « cargo » sont opérés.

## Statistiques
Le graphique qui aurait dû être présenté ici ne peut pas être affiché car il utilise l'ancienne extension Graph, désactivée pour des questions de sécurité. Des indications pour créer un nouveau graphique avec la nouvelle extension Chart sont disponibles ici.

Voir la requête brute et les sources sur Wikidata.
|               | 1997  | 2000  | 2004  | 2005   | 2006  | 2007  | 2008  | 2009  | 2010  | 2011  | 2012  | 2013  | 2014  | 2015  | 2016  | 2017  | 2018  | 2019  | 2020 | 2021 | 2022  | 2023  | 2024  |
| National      | 2 664 | 1 776 | 1 030 | 2 959  | 1 561 | 827   | 1 122 | 1 283 | 965   | 1 138 | 5 061 | 3 437 | 3 144 | 4 028 | 4 222 | 4 810 | 5 199 | 2 364 | 465  | 410  | 225   | 861   | 1 354 |
| International | 1 954 | 3 585 | 6 733 | 12 697 | 5 721 | 2 275 | 2 905 | 1 865 | 2 478 | 1 460 | 1 639 | 1 259 | 882   | 1 359 | 1 189 | 3 369 | 3 273 | 3 083 | 229  | 508  | 3 049 | 4 929 | 4 339 |
| Total         | 4 618 | 5 361 | 7 763 | 15 656 | 7 646 | 3 339 | 4 027 | 3 148 | 3 443 | 2 598 | 6 700 | 4 696 | 4 026 | 5 387 | 5 411 | 8 179 | 8 472 | 5 568 | 694  | 918  | 3 274 | 5 790 | 5 693 |

|       | 1997  | 2000  | 2004  | 2005  | 2006  | 2007  | 2008  | 2009  | 2010  | 2011  | 2012  | 2013  | 2014  | 2015  | 2016  | 2017  | 2018  | 2019  | 2020  | 2021  | 2022  | 2023  | 2024  |
| Total | 2 194 | 2 226 | 5 316 | 6 761 | 7 474 | 7 643 | 6 615 | 8 664 | 6 420 | 6 672 | 6 709 | 4 790 | 2 923 | 2 815 | 2 804 | 6 660 | 4 885 | 2 155 | 2 681 | 2 545 | 2 619 | 2 434 | 1 825 |

## Transports
L'autoroute A20 passe à proximité de l’aéroport, on y accède via l’échangeur autoroutier no 12, puis par la route départementale 920.
L'aéroport est accessible depuis la gare de Châteauroux, via la ligne no 6 du réseau de bus Horizon.

## Entreprises aéronautiques implantées sur le site
L'aéroport dispose d'une importante zone de maintenance aéronautique ayant pour dénomination « Châteauroux Air Center » sur laquelle sont installées, en 2025, les entreprises suivantes :
- Daher : sur le site de Châteauroux, cette entreprise est chargée d'assurer des services de maintenance et d'assistance aux aéronefs du constructeur Airbus en attente de livraison tels que les Airbus A320neo, les Airbus A330neo et les Airbus A350 XWB ;
- Dale Aviation : entreprise spécialisée dans la transition et la maintenance des avions commerciaux Airbus A320, Airbus A330, Airbus A340 ainsi que les Boeing 737, Boeing 757 et Boeing 777 dont elle assure également le stockage avec maintien en conditions opérationnelles. Elle peut aussi assurer le cas échéant le démantèlement et le recyclage d'avions en fin de vie ;
- Paprec : société spécialisée dans le recyclage et le démantèlement d’aéronefs occupant une plateforme de 10 000 m2.
- Satys Aerospace : entreprise spécialisée dans le traitement de surface et la peinture aéronautique pour tous types d'appareils comprenant quatre cabines de peinture : une baie pour les avions régionaux de type ATR72 ou Embraer ERJ 145, une baie pour les avions mono-couloirs Airbus A321 ou Boeing 757 ainsi que deux baies pour les avions gros-porteurs Airbus A330 / Airbus A330neo, Airbus A340-300, Boeing 777-200ER dont une pour les Airbus A350 XWB et Boeing 777.
- Vallair : sur le site de Châteauroux, cette entreprise est spécialisée dans le stockage, la transition, la maintenance (notamment la famille des Airbus A320, Airbus A330 et Boeing 737), la réparation d'aerostructures, d'équipements et de moteurs , le démantèlement d'avions en fin de vie et de moteurs avec récupération et réparation d'éléments pour le marché de la maintenance ainsi que la conversion d'Airbus A321 et Airbus A330 en avion cargo ;

L'aéroport est un one stop shop, c'est-à-dire qu'un propriétaire d'avion commercial (compagnie aérienne, loueur, etc.) trouve l'ensemble des activités (stockage, maintenance, peinture, reconversion, démantèlement et recyclage) sur un seul et même site.
Le centre de formation C2FPA délivre aux pompiers des aéroports français une formation, initiale et continue, spécifique sur la sécurité incendie aéronautique et la prévention du péril animalier. Ce centre est conventionné par la Direction générale de l'Aviation civile (DGAC),.
Le pôle d'excellence régional Aérocentre, situé sur la zone de l'aéroport, est une association loi de 1901 qui a été mis en place en 2009 pour structurer et développer la filière aéronautique régionale. Le pôle regroupe, à la mi-2012, près de cinquante entreprises de la région Centre qui travaillent pour l'aéronautique et le spatial.

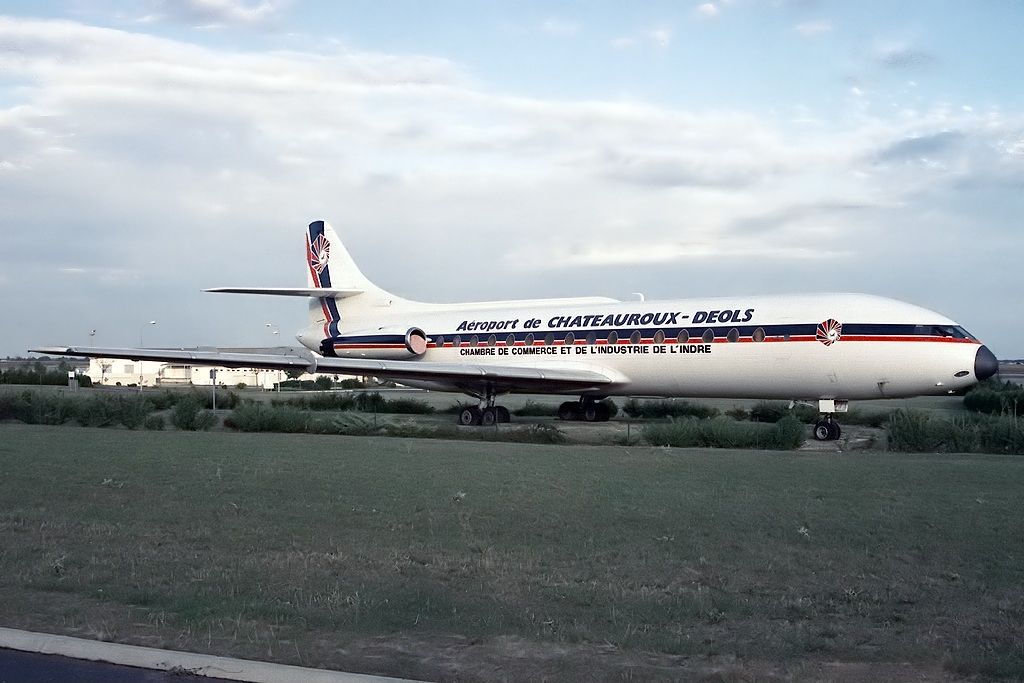
La Caravelle aux couleurs de l'aéroport en 1993.
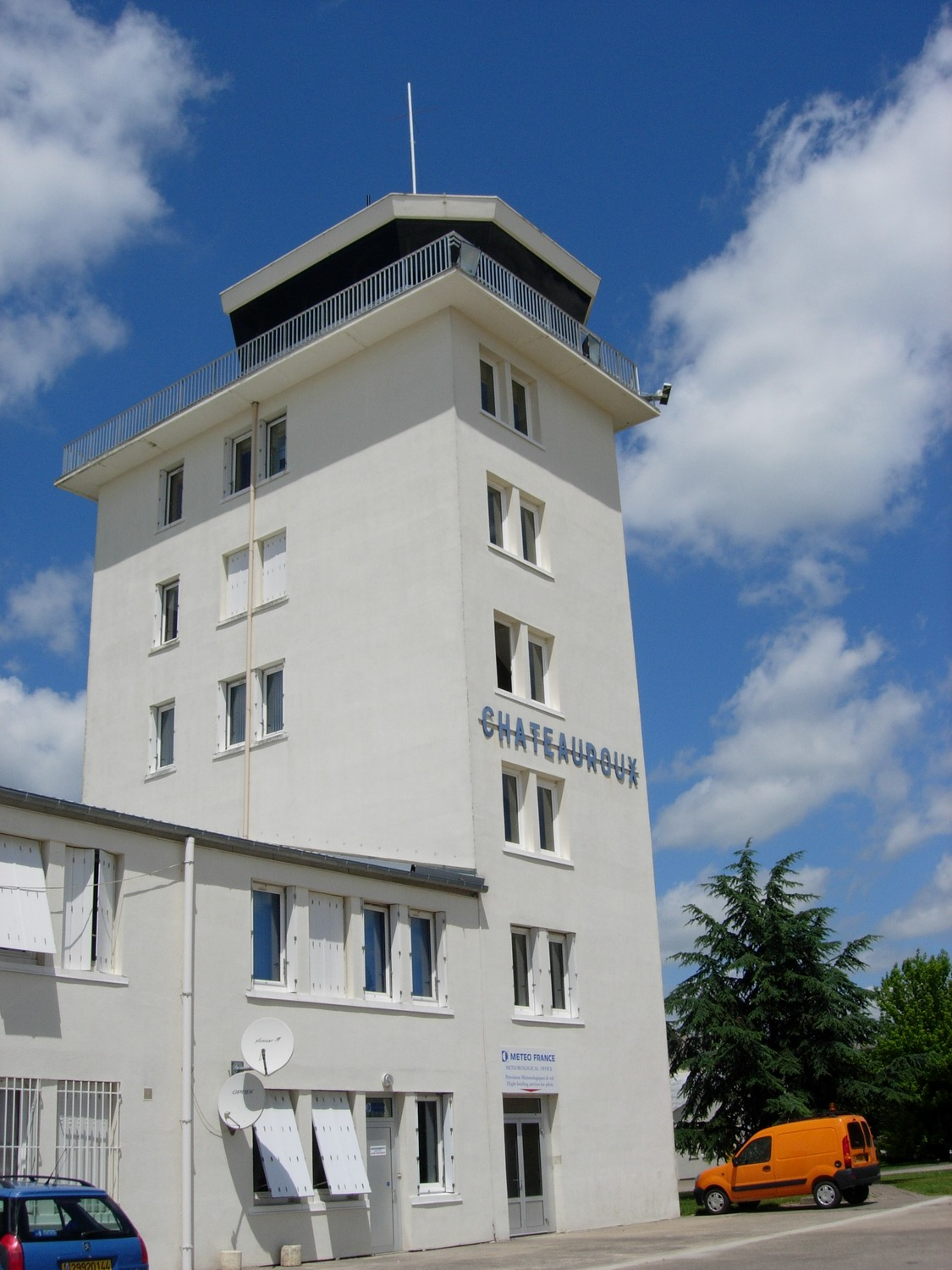
La tour de contrôle en 2005.
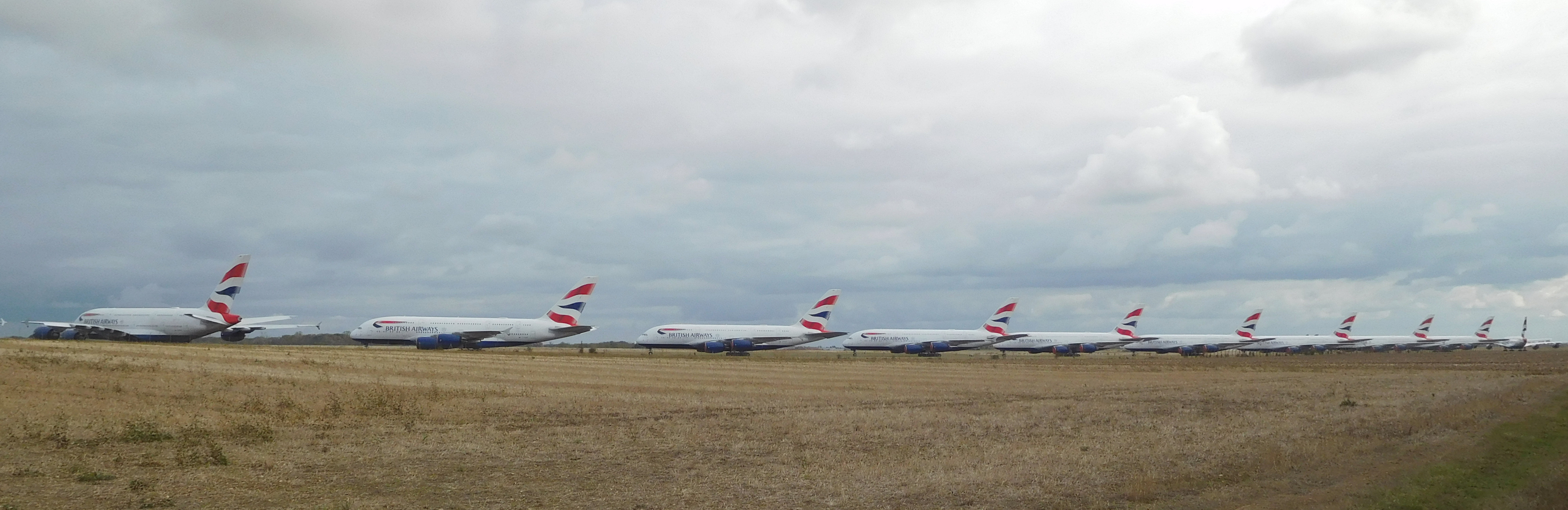
Stockage d'Airbus A380 de British Airways en 2020, durant la pandémie de Covid-19.